# I successi... e tutto il resto
I successi... e tutto il resto è un album raccolta di Franco Califano, pubblicato nel 2011 dalla BMG.

## Tracce
CD 1
- Roma nuda
- Tutto il resto è noia
- Un passo dietro un passo
- La mia libertà
- Amore dolce miele
- ...ma cambierà
- Me 'nnammoro de te
- Balla ba
- Sto con lei
- Avventura con un travestito
- La vacanza di fine settimana
- Bimba mia

CD 2
- Tac!
- Alla faccia del tuo uomo
- Monica
- Capodanno
- Pasquale l'infermiere
- La pelle
- Nun me portà a casa
- Moriremo 'nsieme
- Il campione
- La nevicata del '56
- Ma che ci ho
- La seconda

CD 3
- Ti perdo...
- Io non piango
- Una favola d'estate
- Un uomo da buttare via
- Il bello della vita
- Chi sono io
- Pier Carlino
- Bimba bomba
- Per noi romantici
- Cesira
- La musica
- Dicitencello vuie